# Terzett
En terzett kallas en sång som är skriven för tre solostämmor.

## Exempel på terzetter
- All for Love - Bryan Adams, Rod Stewart & Sting, 1993
- C'est la vie - Hanson, Carson och Malmkvist 2004
- Tredje gången gillt - Christer Sjögren, Annika Hagström och Jacob Dahlin, 1988
- Tänd ett ljus - Triad, 1987
- Vem é dé du vill ha - Kikki, Bettan & Lotta, 2002

### Fotnoter
1. ↑  ”Terzett”. Nationalencyklopedin. https://www.ne.se/uppslagsverk/encyklopedi/l%C3%A5ng/terzett. Läst 4 december 2017.